# Ericàcies
Les ericàcies (Ericaceae) són una família de plantes angiospermes de l'ordre de les ericals (Ericales), dins del clade de les astèrides.
La majoria de plantes d'aquesta família viuen en climes temperats o freds, també es troben en muntanyes tropicals. La majoria són calcífugues (no poden viure en terres calcàries) però hi ha excepcions com el bruc d'hivern (Erica multiflora) que, al contrari, és calcícola o l'arboç (Arbutus unedo) que és més freqüent en terres àcides però també es troba en terres calcàries. La majoria tenen fongs simbiòtics en les arrels.
La recerca genètica ha portat a incloure en aquesta família a les famílies Empetraceae, Epacridaceae, Monotropaceae, Prionotaceae i Pyrolaceae.

## Descripció
Són arbusts o arbrets de fulla perenne o caduca i més rarament lianes. Les fulles són simples i poden estar disposades de manera oposada, en espiral o en verticils. Les flors són generalment hermafrodites i acostumen a tenir una corol·la amb els pètals soldats. El fruit pot ser una càpsula, una baia o una drupa.

## Taxonomia
Aquesta família va ser descrita per primer cop amb el nom d'Ericae l'any 1789, a l'obra Genera Plantarum del botànic francès Antoine-Laurent de Jussieu (1748 – 1836).

### Subfamílies
Dins d'aquesta família es reconeixen les següents nou subfamílies:
- Enkianthoideae Kron, Judd & Anderb.
- Pyroloideae Kostel.
- Monotropoideae Arn.
- Arbutoideae (Meisn.) Nied.
- Cassiopoideae Kron & Judd
- Ericoideae Link
- Harrimanelloideae Kron & Judd
- Epacridoideae Arn.
- Vaccinioideae Arn.

### Gèneres
Dins d'aquesta família es reconeixen els 121 gèneres següents:
- Acrothamnus Quinn
- Acrotriche R.Br.
- Agapetes D.Don ex G.Don
- Agarista D.Don ex G.Don
- Agiortia Quinn
- Allotropa Torr. & A.Gray
- Andersonia R.Br.
- Andromeda L.
- Androstoma Hook.f.
- Anthopteropsis A.C.Sm.
- Anthopterus Hook.
- Arbutus L.
- Archeria Hook.f.
- Arctostaphylos Adans.
- Arctous Nied.
- Bejaria Mutis
- Brachyloma Sond.
- Bryanthus S.G.Gmel.
- Calluna Salisb.
- Cassiope D.Don
- Cavendishia Lindl.
- Ceratiola Michx.
- Ceratostema Juss.
- Chamaedaphne Moench
- Cheilotheca Hook.f.
- Chimaphila Pursh
- Comarostaphylis Zucc.
- Conostephium Benth.
- Corema D.Don
- Cosmelia R.Br.
- Costera J.J.Sm.
- Craibiodendron W.W.Sm.
- Cyathodes Labill.
- Cyathopsis Brongn. & Gris
- Daboecia D.Don
- Decatoca F.Muell.
- Demosthenesia A.C.Sm.
- Didonica Luteyn & Wilbur
- Dielsiodoxa Albr.
- Dimorphanthera (Drude) F.Muell.
- Diogenesia Sleumer
- Disterigma (Klotzsch) Nied.
- Dracophyllum Labill.
- Elliottia Muhl. ex Elliott
- Empetrum Tourn. ex L.
- Enkianthus Lour.
- Epacris Cav.
- Epigaea L.
- Eremotropa Andres
- Erica Tourn. ex L.
- Eubotryoides (Nakai) H.Hara
- Eubotrys Nutt.
- Gaultheria Kalm ex L.
- Gaylussacia Kunth
- Gonocalyx Planch. & Linden
- Hemitomes A.Gray
- Kalmia L.
- Kalmiopsis Rehder
- Lateropora A.C.Sm.
- Lebetanthus Endl.
- Ledothamnus Meisn.
- Leptecophylla C.M.Weiller
- Leucopogon R.Br.
- Leucothoe D.Don
- Lissanthe R.Br.
- Lyonia Nutt.
- Lysinema R.Br.
- Macleania Hook.
- Melichrus R.Br.
- Moneses Salisb. ex Gray
- Monotoca R.Br.
- Monotropa L.
- Monotropastrum Andres
- Monotropsis Schwein. ex Elliott
- Montitega C.M.Weiller
- Mycerinus A.C.Sm.
- Needhamiella L.Watson
- Notopora Hook.f.
- Oligarrhena R.Br.
- Oreanthes Benth.
- Ornithostaphylos Small
- Orthaea Klotzsch
- Orthilia Raf.
- Oxydendrum DC.
- Paphia Seem.
- Pellegrinia Sleumer
- Pentachondra R.Br.
- Periclesia A.C.Sm.
- Phyllodoce Salisb.
- Pieris D.Don
- Pityopus Small
- Planocarpa C.M.Weiller
- Pleuricospora A.Gray
- Plutarchia A.C.Sm.
- Polyclita A.C.Sm.
- Prionotes R.Br.
- Psammisia Klotzsch
- Pterospora Nutt.
- Pyrola L.
- Rhododendron L.
- Rhodothamnus Rchb.
- Richea R.Br.
- Rigiolepis Hook.f.
- Rusbya Britton
- Sarcodes Torr.
- Satyria Klotzsch
- Semiramisia Klotzsch
- Siphonandra Klotzsch
- Sphenotoma Sweet
- Sphyrospermum Poepp. & Endl.
- Sprengelia Sm.
- Stenanthera R.Br.
- Styphelia Sm.
- Themistoclesia Klotzsch
- Thibaudia Ruiz & Pav. ex J.St.-Hil.
- Trochocarpa R.Br.
- Utleya Wilbur & Luteyn
- Vaccinium L.
- Woollsia F.Muell.
- Xylococcus Nutt.
- Zenobia D.Don